# László Novakovszky
László Novakovszky, né le 27 décembre 1923, à Budapest, en Hongrie et mort le 12 septembre 2008, est un ancien joueur hongrois de basket-ball. 